# Кувшин (фильм)
«Кувшин» (груз. ქვევრი) — советская короткометражная комедия режиссёра Ираклия Квирикадзе, снятая по сценарию Резо Габриадзе на киностудии Грузия-фильм в 1970 году. Вольная экранизация новеллы «Джара» итальянского писателя Луиджи Пиранделло.

## Сюжет
Редкой удачей стала для Гогии покупка большого кувшина под вино нового урожая. Его дочь пыталась одна снять кувшин с багажника машины и, не удержав, ударила о землю. Откололся приличный кусок. Пришлось обратиться за помощью к Абессалому — мастеру на все руки.
Приглашённый умелец залез внутрь кувшина и заделал специальным составом скол и трещины. Собрался вылезать, как обычно, через горлышко склеенного сосуда — но кувшин был из Мегрелии, с непривычным для их мест узким отверстием. Как ни старался бедолага, но выйти из ловушки не удавалось никак.
Гогия по-всякому убеждал незадачливого мастера покинуть кувшин, но все попытки не давали желанного результата. Приехал участковый милиционер, но и он не мог предложить выход. Решили ждать до понедельника и задействовать в таком сложном случае кого-нибудь посообразительней.
Друзья принесли бедняге ужин и выпив немного вина, стали петь, чтобы скоротать время. Это очень не нравилось хозяину дома, но он сдерживал накопившиеся за долгий день эмоции до того момента, пока невольному пленнику не приспичило справить малую нужду.

## В ролях
- Бухути Закариадзе — Гогия (дублировал Яков Беленький)
- Генриета Лежава — Маро, жена Гогии
- Вахтанг Сулаквелидзе — Абессалом, мастер
- Отар Зауташвили — участковый
- Эроси Манджгаладзе — начальник отделения милиции
- Гиви Берикашвили — друг Абессалома
- Илья Бакакури — друг Абессалома
- Лиана Гудадзе -  Нона Исакадзе

## Съёмочная группа
- Автор сценария: Резо Габриадзе
- Режиссёр: Ираклий Квирикадзе
- Оператор: Ломер Ахвеледиани
- Художник: Христеси Лебанидзе
- Композитор: Гия Канчели

## Другие экранизации первоисточника
- Фильм итальянских режиссёров братьев Тавиани «Хаос» (итал. Kaos) 1984 года (эпизод «Кувшин»).